# دربند (خدابنده)
دربند (خدابنده)، روستایی از توابع بخش بزینه‌رود شهرستان خدابنده در استان زنجان ایران است. اهالی این روستا اغلب به کشاورزی و دامداری مشغول هستند و محصولات آنها گندم و جو میباشد .روستای دربند دارای مناطق زیبایی میباشد

## جمعیت
این روستا در دهستان زرینه‌رود (خدابنده) قرار دارد و براساس سرشماری مرکز آمار ایران در سال ۱۳۸۵، جمعیت آن ۲۱۸ نفر (۳۹خانوار) بوده‌است.